# 岩田温 (社会学者)
岩田 温（いわた あつし、1955年11月26日 - ）は、日本の社会学者。元常磐大学総合政策学部教授。専門はコミュニケーション学。

## 略歴
1979年に慶應義塾大学法学部政治学科を卒業。1984年に同大学院法学研究科政治学専攻博士課程単位取得満期退学。
常磐大学総合政策学部教授を務めていたが、現在は在籍が確認できない。

## 著書
- 『客観報道』（鶴木眞編著、成文堂、1999年）
- 『現代ニュース論』（大石裕・藤田真文共著、有斐閣、2000年）
- 『新しい東アジアが見えてくる』（東アジア研究会編著、春風社、2001年）
- 『コミュニケーションの政治学』（鶴木眞編著、慶應義塾大学出版会、2003年）

### 翻訳
- フランシス・J・ベリガン 『アクセス論 その歴史的発生の背景』（共訳、慶応通信、1991年）